# Norman Powell
Pour les articles homonymes, voir Powell.
Norman Wilman-Calbert Powell, né le 25 mai 1993 à San Diego en Californie, est un joueur américano-jamaïcain de basket-ball mesurant 1,91 m et évoluant au poste d'arrière voire d'ailier.

## Biographie

### Carrière universitaire
Entre 2011 et 2015, Norman Powell joue pour les Bruins, à l'université de Californie à Los Angeles, aux États-Unis.

### Carrière professionnelle

#### Raptors de Toronto (2015-2021)
Le 25 juin 2015, il est sélectionné à la 46e place de la draft 2015 de la NBA par les Bucks de Milwaukee. Le soir même, il est transféré aux Raptors de Toronto et un premier tour de draft 2017 contre Greivis Vásquez.

#### Trail Blazers de Portland (2021-2022)
Le 25 mars 2021, il est échangé aux Trail Blazers de Portland en échange de Gary Trent Jr. et Rodney Hood.
En août 2021, il prolonge pour cinq saisons et 90 millions de dollars.

#### Clippers de Los Angeles (2022-2025)
Le 4 février 2022, Norman Powell est envoyé vers les Clippers de Los Angeles avec Robert Covington contre Eric Bledsoe, Justise Winslow, Keon Johnson et un futur second tour de draft.

#### Heat de Miami (depuis 2025)
En juillet 2025, il est transféré au Heat de Miami dans un échange à trois équipes.

### Sélection nationale
En août 2025, Powell représente la Jamaïque lors des éliminatoires de la Coupe du monde 2027,.

## Clubs successifs
- 2011-2015 :  Bruins d'UCLA (NCAA).
- 2015-mars 2021 :  Raptors de Toronto (NBA).
- mars 2021-février 2022 :  Trail Blazers de Portland (NBA).
- février 2022-2025 :  Clippers de Los Angeles (NBA).

## Palmarès

### En franchise
- Champion NBA en 2019 avec les Toronto Raptors.
- Champion de Conférence Est en 2019 avec les Toronto Raptors.

### Distinctions personnelles
- First-team All-Pac-12 (2015)
- Nommé Rookie du mois de la conférence Est de NBA en avril 2016[6]
- Nommé Joueur de la semaine de la conférence Est lors de la première semaine du mois de mars 2020.

## Statistiques

### Universitaires
Les statistiques en matchs universitaires de Norman Powell sont les suivantes :
| Saison    | Équipe | Matchs | Titul. | Min./m | % Tir | % 3pts | % LF | Rbds/m. | Pass/m. | Int/m. | Ctr/m. | Pts/m. |
| --------- | ------ | ------ | ------ | ------ | ----- | ------ | ---- | ------- | ------- | ------ | ------ | ------ |
| 2011-2012 | UCLA   | 33     | 1      | 17,7   | 37,7  | 34,7   | 60,0 | 2,24    | 1,15    | 0,48   | 0,24   | 4,58   |
| 2012-2013 | UCLA   | 35     | 9      | 22,1   | 43,4  | 29,3   | 67,5 | 2,17    | 1,03    | 0,71   | 0,51   | 6,06   |
| 2013-2014 | UCLA   | 37     | 37     | 25,7   | 53,3  | 29,4   | 78,0 | 2,84    | 1,70    | 1,38   | 0,38   | 11,41  |
| 2014-2015 | UCLA   | 36     | 36     | 34,5   | 45,6  | 31,9   | 75,1 | 4,69    | 2,08    | 1,83   | 0,44   | 16,42  |
| Total     | Total  | 141    | 83     | 25,2   | 46,1  | 31,4   | 74,6 | 3,01    | 1,50    | 1,12   | 0,40   | 9,76   |

### Professionnelles
Légende :
| Champion NBA |

gras = ses meilleures performances

#### Saison régulière
| Saison    | Équipe        | Matchs | Titul. | Min./m | % Tir | % 3pts | % LF | Rbds/m. | Pass/m. | Int/m. | Ctr/m. | Pts/m. |
| --------- | ------------- | ------ | ------ | ------ | ----- | ------ | ---- | ------- | ------- | ------ | ------ | ------ |
| 2015-2016 | Toronto       | 49     | 24     | 14,8   | 42,4  | 40,4   | 81,1 | 2,27    | 0,96    | 0,59   | 0,20   | 5,57   |
| 2016-2017 | Toronto       | 76     | 18     | 18,0   | 44,9  | 32,4   | 79,2 | 2,22    | 1,08    | 0,68   | 0,18   | 8,37   |
| 2017-2018 | Toronto       | 70     | 18     | 15,2   | 40,1  | 28,5   | 82,1 | 1,70    | 1,27    | 0,53   | 0,23   | 5,50   |
| 2018-2019 | Toronto       | 60     | 3      | 18,8   | 48,2  | 40,0   | 82,7 | 2,32    | 1,52    | 0,65   | 0,22   | 8,60   |
| 2019-2020 | Toronto       | 52     | 26     | 28,4   | 49,5  | 39,9   | 84,3 | 3,65    | 1,75    | 1,15   | 0,40   | 15,96  |
| 2020-2021 | Toronto       | 42     | 31     | 30,4   | 49,8  | 43,9   | 86,5 | 3,00    | 1,83    | 1,12   | 0,19   | 19,60  |
| 2020-2021 | Portland      | 27     | 27     | 34,4   | 44,3  | 36,1   | 88,0 | 3,30    | 1,93    | 1,30   | 0,37   | 17,04  |
| 2021-2022 | Portland      | 40     | 39     | 33,3   | 45,6  | 40,6   | 80,3 | 3,30    | 2,10    | 1,00   | 0,40   | 18,70  |
| 2021-2022 | L.A. Clippers | 5      | 2      | 25,0   | 50,8  | 54,2   | 85,7 | 2,80    | 2,80    | 0,40   | 0,80   | 21,40  |
| 2022-2023 | L.A. Clippers | 60     | 8      | 26,1   | 47,9  | 39,7   | 81,2 | 2,90    | 1,80    | 0,80   | 0,30   | 17,00  |
| 2023-2024 | L.A. Clippers | 76     | 3      | 26,2   | 48,6  | 43,5   | 83,1 | 2,60    | 1,10    | 0,60   | 0,30   | 13,90  |
| 2024-2025 | L.A. Clippers | 60     | 60     | 32,6   | 48,4  | 41,8   | 80,4 | 3,20    | 2,10    | 1,20   | 0,20   | 21,80  |
| Total     | Total         | 617    | 259    | 24,2   | 47,1  | 39,8   | 82,4 | 2,70    | 1,50    | 0,80   | 0,30   | 13,20  |

Mise à jour le 8 juillet 2025

#### Playoffs
| Saison | Équipe        | Matchs | Titul. | Min./m | % Tir | % 3pts | % LF | Rbds/m. | Pass/m. | Int/m. | Ctr/m. | Pts/m. |
| ------ | ------------- | ------ | ------ | ------ | ----- | ------ | ---- | ------- | ------- | ------ | ------ | ------ |
| 2016   | Toronto       | 18     | 3      | 11,4   | 38,6  | 26,9   | 87,5 | 1,50    | 0,33    | 0,72   | 0,11   | 3,78   |
| 2017   | Toronto       | 9      | 5      | 25,2   | 42,7  | 44,1   | 83,3 | 3,11    | 1,56    | 1,11   | 0,33   | 11,67  |
| 2018   | Toronto       | 6      | 0      | 6,7    | 28,6  | 14,3   | 75,0 | 0,33    | 0,33    | 0,00   | 0,00   | 2,00   |
| 2019   | Toronto       | 23     | 0      | 15,9   | 44,4  | 38,7   | 73,7 | 2,22    | 1,13    | 0,39   | 0,00   | 6,52   |
| 2020   | Toronto       | 11     | 0      | 24,8   | 49,0  | 42,3   | 79,3 | 2,36    | 1,00    | 0,55   | 0,27   | 13,36  |
| 2021   | Portland      | 6      | 6      | 36,0   | 50,0  | 38,5   | 88,9 | 2,17    | 2,00    | 0,83   | 1,00   | 17,00  |
| 2023   | L.A. Clippers | 5      | 3      | 33,5   | 47,4  | 40,6   | 77,4 | 3,00    | 2,20    | 0,80   | 0,40   | 21,80  |
| 2024   | L.A. Clippers | 6      | 0      | 29,8   | 42,6  | 44,8   | 80,0 | 2,80    | 0,30    | 0,50   | 0,00   | 12,80  |
| 2025   | L.A. Clippers | 7      | 7      | 34,0   | 47,2  | 35,0   | 77,8 | 2,40    | 2,40    | 1,10   | 0,30   | 16,00  |
| Total  | Total         | 91     | 24     | 21,0   | 45,1  | 38,6   | 80,1 | 2,20    | 1,10    | 0,60   | 0,10   | 9,70   |

Mise à jour le 8 juillet 2025

## Records sur une rencontre en NBA
Les records personnels de Norman Powell en NBA sont les suivants, :
| Type de statistique        | Saison régulière | Saison régulière        | Saison régulière | Playoffs | Playoffs            | Playoffs         |
| Type de statistique        | Record           | Adversaire              | Date             | Record   | Adversaire          | Date             |
| -------------------------- | ---------------- | ----------------------- | ---------------- | -------- | ------------------- | ---------------- |
| Points                     | 43               | @ Pistons de Détroit    | 17 mars 2021     | 42       | Suns de Phoenix     | 20 avril 2023    |
| Paniers marqués            | 14               | 2 fois                  | 2 fois           | 15       | Suns de Phoenix     | 20 avril 2023    |
| Paniers tentés             | 24               | Clippers de Los Angeles | 6 décembre 2021  | 23       | Suns de Phoenix     | 20 avril 2023    |
| Paniers à 3 points réussis | 8                | @ Pistons de Détroit    | 17 mars 2021     | 7        | Suns de Phoenix     | 20 avril 2023    |
| Paniers à 3 points tentés  | 12               | 2 fois                  | 2 fois           | 13       | Bucks de Milwaukee  | 21 mai 2019      |
| Lancers francs réussis     | 14               | 2 fois                  | 2 fois           | 8        | @ Celtics de Boston | 9 septembre 2020 |
| Lancers francs tentés      | 19               | Pacers de l'Indiana     | 8 avril 2016     | 9        | @ Celtics de Boston | 9 septembre 2020 |
| Rebonds offensifs          | 4                | @ Nets de Brooklyn      | 5 février 2017   | 2        | 4 fois              | 4 fois           |
| Rebonds défensifs          | 10               | @ Kings de Sacramento   | 8 novembre 2024  | 5        | 4 fois              | 4 fois           |
| Rebonds totaux             | 12               | @ Kings de Sacramento   | 8 novembre 2024  | 6        | Nets de Brooklyn    | 19 août 2020     |
| Passes décisives           | 6                | 5 fois                  | 5 fois           | 4        | 3 fois              | 3 fois           |
| Interceptions              | 5                | 2 fois                  | 2 fois           | 3        | Bucks de Milwaukee  | 24 avril 2017    |
| Contres                    | 3                | @ Bucks de Milwaukee    | 10 août 2020     | 2        | 3 fois              | 3 fois           |
| Balles perdues             | 6                | 76ers de Philadelphie   | 21 février 2021  | 4        | 2 fois              | 2 fois           |
| Minutes jouées             | 44               | Clippers de Los Angeles | 6 décembre 2021  | 51       | @ Nuggets de Denver | 1er juin 2021    |

- Double-double : 1
- Triple-double : 0

Dernière mise à jour : 8 novembre 2024